# Hora oficial argentina
La hora oficial argentina (HOA) también conocida como  es la hora legal establecida por el gobierno argentino para organizar al país. La hora oficial vigente es el Tiempo Universal Coordinado menos 3 horas (UTC-3) con respecto a la del meridiano de greenwich tal como indica el artículo 1 de la Ley 26 350 del año 2007 vigente a la fecha. Desde el año 2010 a la fecha, se ha utilizado la misma hora en todo el territorio y no se ha aplicado el horario de verano. A su vez corresponde a América/Argentina/Córdoba según la TZ Database. 
A lo largo de la historia desde su instauración, la hora oficial argentina no ha sido estable. Existieron períodos en los que se ha ajustado a UTC-4 y otros, a UTC-3. Además, en algunos periodos, se ha instalado el horario de verano adelantado una hora, lo que implicó adoptar UTC-3 o el UTC-2 según el caso. Asimismo, ha habido épocas en las que distintas regiones del país han tenido una hora oficial diferente, tanto en verano como en invierno. 

Desde mediados del siglo XX, en que se establece en UTC-3, Argentina es uno de los países en los que la hora oficial no es la que indica el huso horario que le corresponde por su posición geográfica.

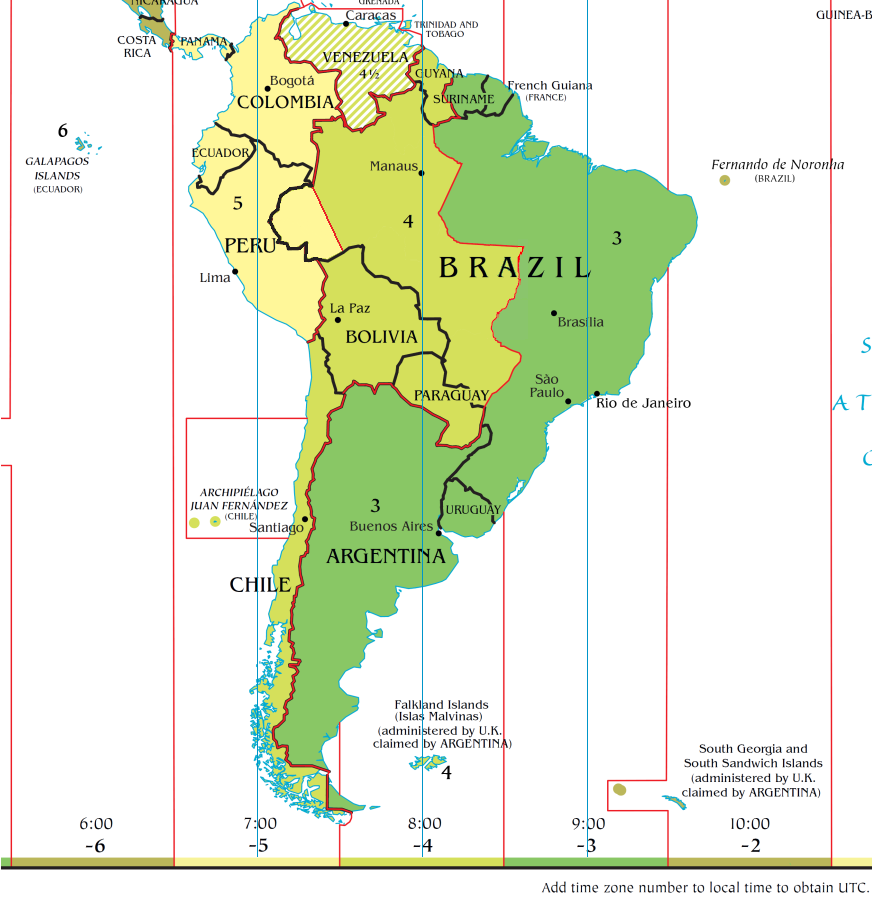
Mapa de América del Sur con zonas horarias (de invierno) en el año 2014.

## Posición geográfica
Argentina está ubicada en el hemisferio occidental, por lo que su mediodía sucede unas horas después que en Greenwich. Los husos horarios al oeste tienen signo negativo que indica que, para obtener la hora, es necesario restar una cantidad de horas al Tiempo universal coordinado (UTC).
El país se desarrolla, aproximadamente, entre los meridianos de longitud 53° 30' (Bernando de Irigoyen, Misiones) y 73° 30' (Parque nacional Los Glaciares, Santa Cruz). Lo que da un desarrollo en longitud de unos 20º. Este desarrollo en longitud implica que el mediodía solar en una localidad en el extremo oriental, sucede unos 80 minutos antes que en una ubicada en el extremo occidental.
Por su posición en longitud, la mayor parte del territorio (la parte oriental y central) queda comprendida en el huso horario UTC -4:00 horas que tiene como centro al meridiano 60° Oeste y 15º de ancho (entre 52° 30' y 67° 30'). Una zona menor queda comprendida en el huso UTC -5:00 y corresponde a la zona cordillerana y austral.

## Marco legal
La hora oficial argentina está regulada por la Ley 26.350, sancionada por el Congreso Nacional el 26 de diciembre de 2007 y promulgada un día después, que reza:

ARTÍCULO 1.º — Establécese como hora oficial en todo el territorio nacional, durante el período invernal, la del Huso Horario TRES (3) HORAS al Oeste del meridiano de Greenwich.

ARTÍCULO 2.º — Establécese como hora oficial en todo el territorio nacional, durante el período estival, la del Huso Horario DOS (2) HORAS al Oeste del meridiano de Greenwich.

ARTÍCULO 4.º — El Poder Ejecutivo nacional fijará anualmente la fecha de iniciación y de terminación del período estival que corresponda.

La última vez que el poder ejecutivo nacional estableció un horario de verano fue a través del decreto n.º 693 del año 2008. Se fijó un periodo estival que finalizó en marzo de 2009.

## Historia

### Los relojes públicos
La primera hora pública aparece en el siglo XVIII en las ciudades. Eran grandes relojes instalados en las fachadas de edificios públicos, preferentemente, en sus torres. Los primeros relojes mecánicos eran ajustados observando a simple vista la posición del sol o, de manera más profesional, por medio de relojes de sol, tablas e instrumentos ópticos. En todos los casos se usaba el tiempo solar del lugar, por lo que cada ciudad tenía su propia hora.

El primer reloj mecánico público de Buenos Aires aparece en hacia 1688. Era un reloj ubicado en la torre de la iglesia de San Ignacio, a una cuadra de la Plaza Mayor (hoy Plaza de Mayo). La siguiente referencia horaria la brindó el Cabildo. En 1765, comenzó a funcionar un reloj proveniente de Cádiz montado y mantenido por el relojero Luis Cachemaille. En 1834 se crea el cuerpo de serenos. Se trataba de hombres que, desde las 22 horas, recorrían las calles y, cada media hora cantaban la hora según indicaba el cabildo y el estado del tiempo. Sus obligaciones incluían despertar a los vecinos que lo solicitaren, llamar a médicos o sacerdotes y en caso de incendio, tocar las campanas. En 1849, durante el gobierno de Rosas, se establece la primera hora oficial. A través de un decreto se establece que la hora que marcara el reloj del Cabildo sería la hora oficial de Buenos Aires. La medida buscaba ordenar una serie de asuntos, como por ejemplo, el horario del vencimiento de los impuestos. El escritor francés Xavier Marmier, que en 1850 visitara la ciudad, observó el mal estado del viejo reloj oficial y como los relojeros de la ciudad, con sus cronómetros y observaciones astronómicas, estaban en posesión de una hora mejor ajustada al tiempo solar. En 1860, el reloj, que ya tenía 95 años, fue reemplazado por uno adquirido en la casa inglesa Thwaites & Reed.

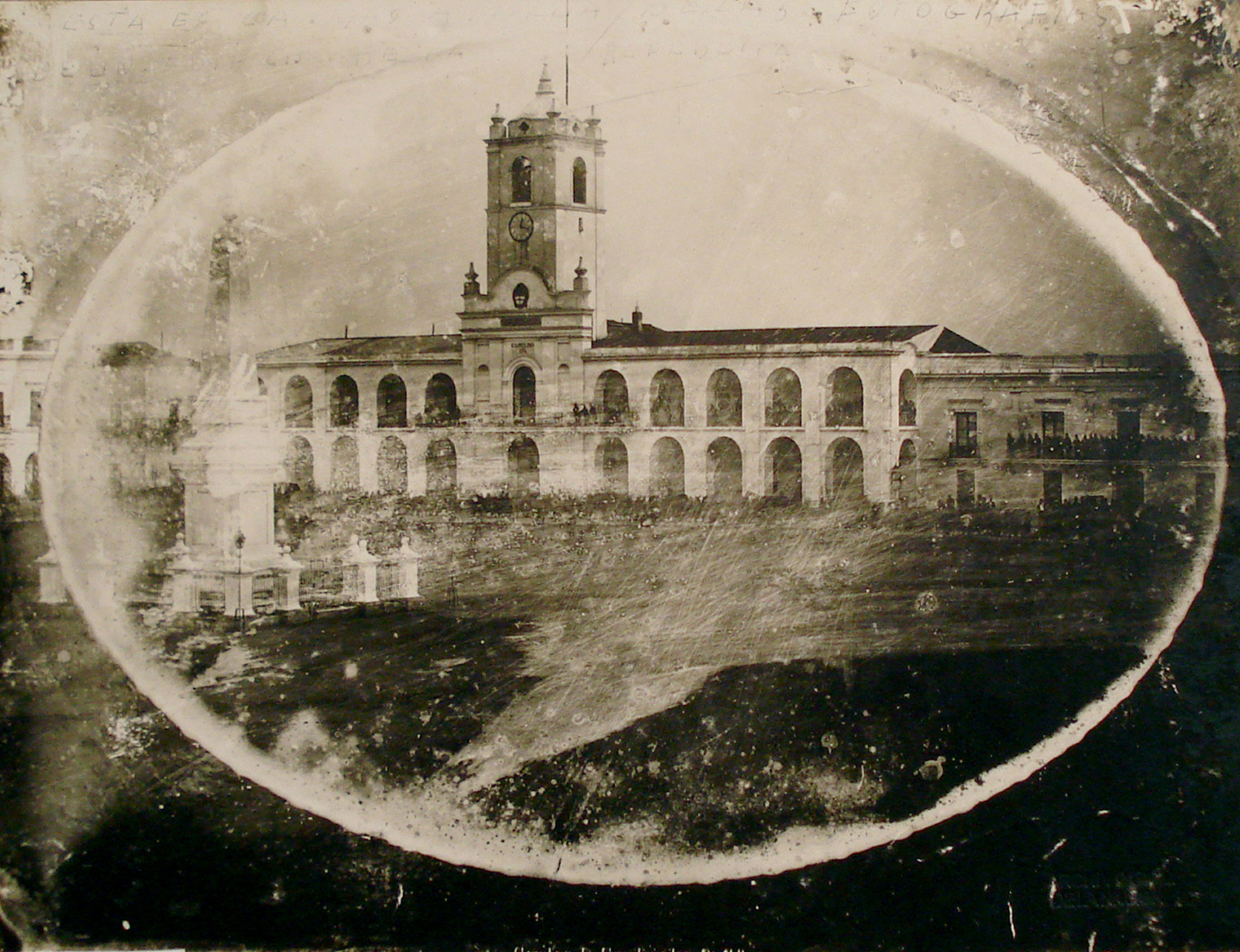
Primera fotografía del Cabildo de Buenos Aires, tomada en 1852. Todavía tenía el reloj de 1763. Desde 1850 marcaba la hora oficial de Buenos Aires.

Otras ciudades importantes también tenían relojes públicos en iglesias o edificios gubernamentales. En Córdoba, el primer reloj público fue el del Cabildo, instalado en 1789; luego en 1853 se manda a componer el reloj ubicado en la torre del templo de San Ignacio. En 1784 se construye el cabildo de Santa Fe con su torre y reloj. El Cabildo de Mendoza, tenía el suyo en 1818. En 1843 se refaccionó el Cabildo de Tucumán agregándole una torre con reloj. En 1858 el municipio de Rosario compra uno y lo instala en la torre sur de la iglesia Matriz, la construcción más alta de ese momento.

### La unificación horaria
La necesidad de una hora común para todo un país surge en la medida en que comienzan a extenderse las redes ferroviaria y de telégrafos. A su vez, la hora utilizada por las líneas férreas, transmitida por telégrafo, fue el antecedente de las horas legales de los países.  
En Argentina, este proceso se da durante la segunda mitad del siglo XIX. Las distintas líneas ferroviarias usaban una hora común para todo su recorrido, adoptando la hora de sus estaciones centrales. Esta, a veces, tenía varios minutos de diferencia con la que se usaba en los pueblos del interior, que correspondía a la capital provincial. En provincias atravesadas por distintas líneas férreas convivían varias horas. Los comerciantes que conferenciaban telegráficamente tenían que hacer cuidadosas aclaraciones, para no llegar cada uno a su respectiva oficina telegráfica a destiempo. El impulsor de la unificación horaria argentina, Gabriel Carrasco, describiría esta situación años más tarde diciendo que «en casi todas las ciudades argentinas la hora local se pone a la voluntad del relojero que tiene más parroquianos». Además, en 1850 el Reino Unido ya tenía su hora oficial ajustada a la hora del Real Observatorio de distrito de Greenwich en Londres. 

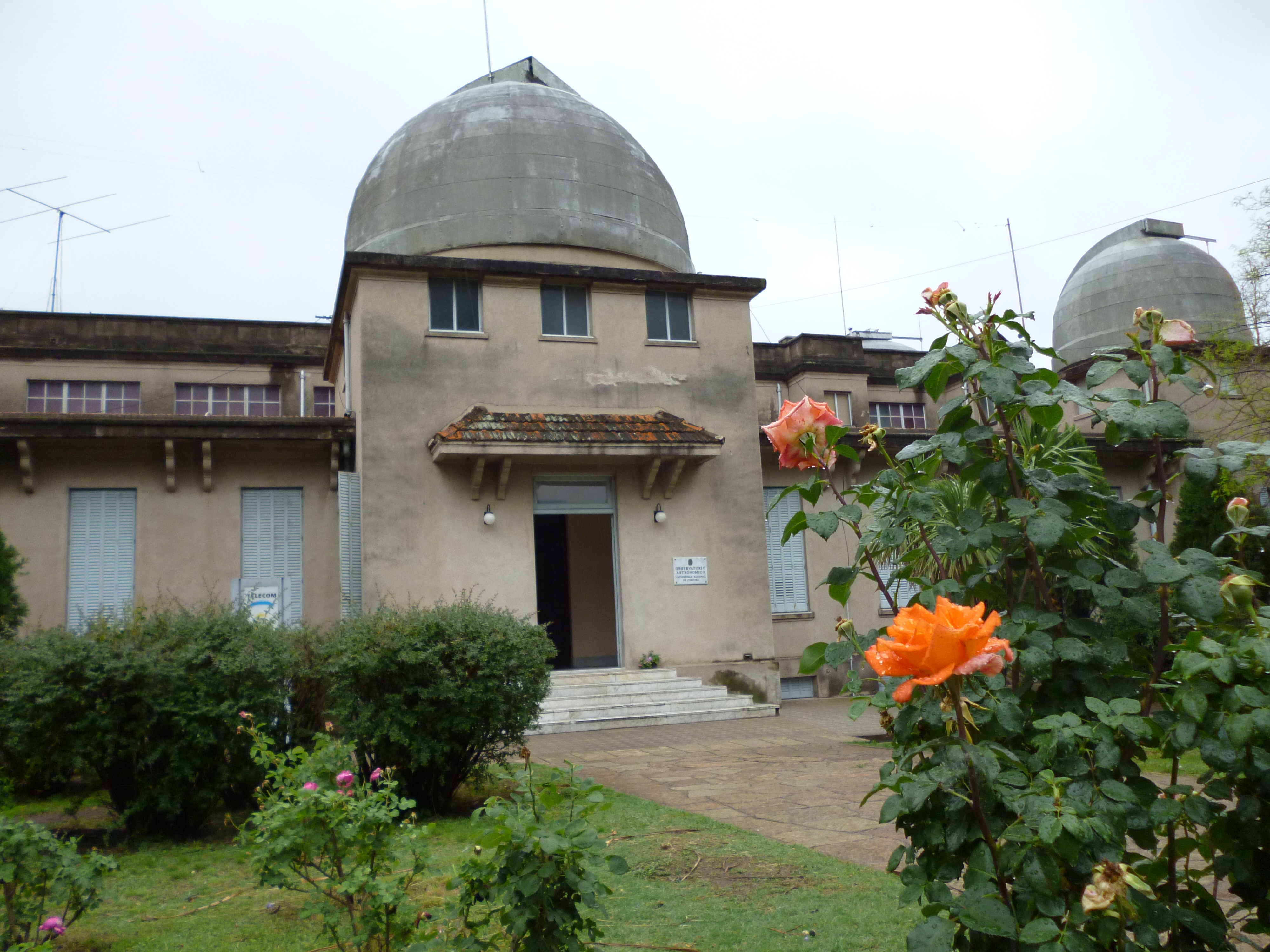
Fachada del Observatorio Astronómico de Córdoba. Determinaba la hora oficial argentina entre 1894 y 1923

En 1871 fue fundado en la ciudad de Córdoba el Observatorio Nacional Argentino por iniciativa del presidente Domingo F. Sarmiento y las gestiones de su ministro Nicolás Avellaneda. Gracias a contar con un instrumento llamado círculo meridiano en 1872 comienza calcular la hora propia y la de Buenos Aires y a transmitirlas a través de la red de telégrafos para ser usadas por dicha red y por la red ferroviaria. Pero aun en esta época Buenos Aires y Córdoba usaban horas distintas, con más de 23 minutos de diferencia.
En 1881 el presidente Julio A Roca, firmó el decreto que ordenó la creación del Observatorio de Marina. Su objetivo primario fue proveer con adecuada precisión, la hora a los buques del Puerto de Buenos Aires. En 1883 se comenzó a construir el observatorio astronómico de La Plata. La hora de Buenos Aires era fijada alternativamente por estos dos observatorios.
En 1891 Gabriel Carrasco, ocupando el cargo de intendente de Rosario, presenta al concejo deliberante el proyecto de ordenanza que finalmente es aprobado y que establece que Rosario adopta como hora oficial, la hora de Córdoba. La elección de Córdoba, se debe a que Carrasco ya tenía en mente el proyecto de nacionalizar dicha hora. Córdoba está ubicada en el centro del país y poseía un moderno observatorio. Al año siguiente, siendo Ministro de Agricultura, Justicia e Instrucción Pública de la provincia de Santa Fe promueve en la legislatura una medida similar para toda la provincia. En 1894 el Poder Ejecutivo Nacional, a través de sendos decretos, hace lo mismo para todo el país. En agosto, para todas las líneas férreas. En septiembre, establece la hora oficial para todas las oficinas públicas. Así, Argentina llega a la unificación horaria adoptando para todo el país la hora solar de la ciudad de Córdoba. Esta situación se sostiene hasta 1920.
Adoptar una sola hora para un país tan extenso tiene sus particularidades que no eran desconocidas por Carrasco. Él sabía muy bien que en la ciudad de Buenos Aires, en la costa del Uruguay o en las provincias andinas, alguien podría notar que el sol no había llegado al meridiano, o que ya lo había pasado, cuando su reloj señalaba la hora nacional de las doce del día. De todos modos, en el resto de las grandes ciudades, la diferencia sería insensible. Tampoco ignoraba que el desajuste sería aún mayor en la falda de la cordillera patagónica, donde la diferencia horaria con la hora cordobesa llegaría a 36 minutos; o en Misiones, donde la diferencia llega a 48 minutos. Carrasco admitía que la unificación no era perfecta, «como en todas las leyes humanas» y señalaba que esos territorios eran casi completamente «desiertos» tal como se hablaba en la jerga de las élites de la época. Decía que la unificación que proponía brotaba de la necesidad de regular la vida social. Que era solo una más de las tantas unificaciones que un estado realiza como la unidad de legislación civil y penal, unidad en las comunicaciones postales, unidad aduanera, unidad monetaria y unidad de pesos y medidas. Y afirmaba que

...la solidaridad de nuestra familia nacional se sentirá más estrechada por ese vínculo tan invisible como poderoso, que haría que la oscilación de péndulo de un cronómetro colocado en el Centro de la República se repitiera infinitos millones de veces y en el mismo instante por toda la vasta superficie de la Nación”
Gabriel Carrasco

### El estándar internacional

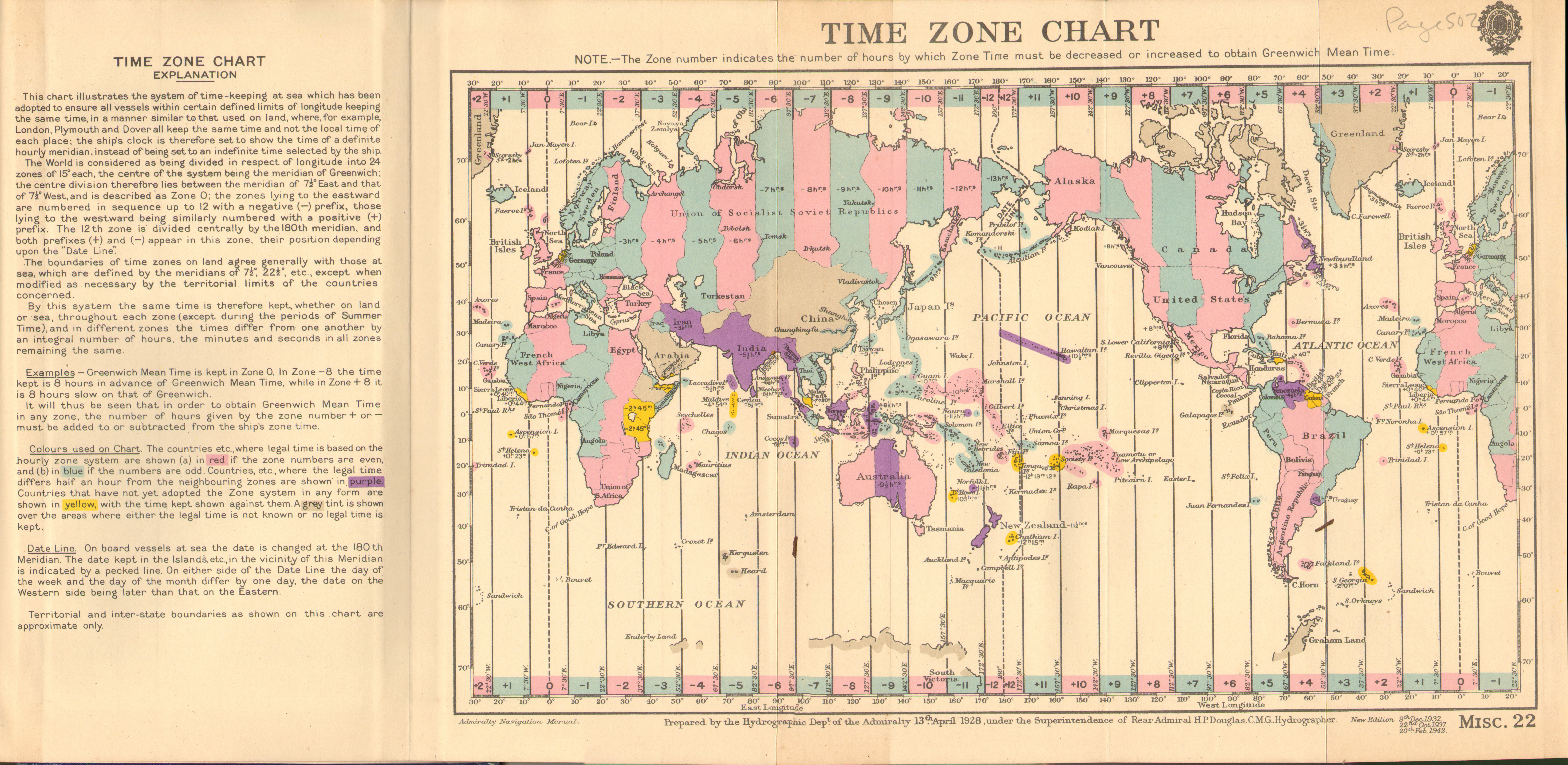
Mapamundi inglés de zonas horarias publicado originalmente en 1928. Argentina parece en la zona señalada como +4 (sic) centrada en el meridiano 60ºO

En 1884 se celebró en EE. UU., la Conferencia Internacional del Meridiano que estableció el meridiano que pasa por el distrito de Greenwich, cerca de Londres como longitud cero y su hora solar media como estándar de tiempo en todo el mundo. En ella se propuso dividir el mundo en 24 husos horarios de 15° de ancho cada uno. El estándar establecido se llamó Hora media de Greenwich (en inglés, Greenwich Mean Time y su abreviatura, GMT) y determinaba la hora usando el movimiento de la Tierra alrededor de su eje y alrededor del Sol.
En 1920 la Argentina decide adherir al estándar internacional. Adoptaría el «huso cuatro» al oeste de Greenwich (GMT−4) centrado en el meridiano 60° O, hoy denominado UTC-4. Este huso horario abarca la mayor parte del país, la zona más densamente poblada y donde se ubica su capital. 
La diferencia en longitud entre Córdoba (64° 11') y el meridiano 60°, implica una diferencia en tiempo de 16' 48. Para adoptar el estándar, el día 1 de mayo de 1920 la hora oficial argentina adelantó esa diferencia.

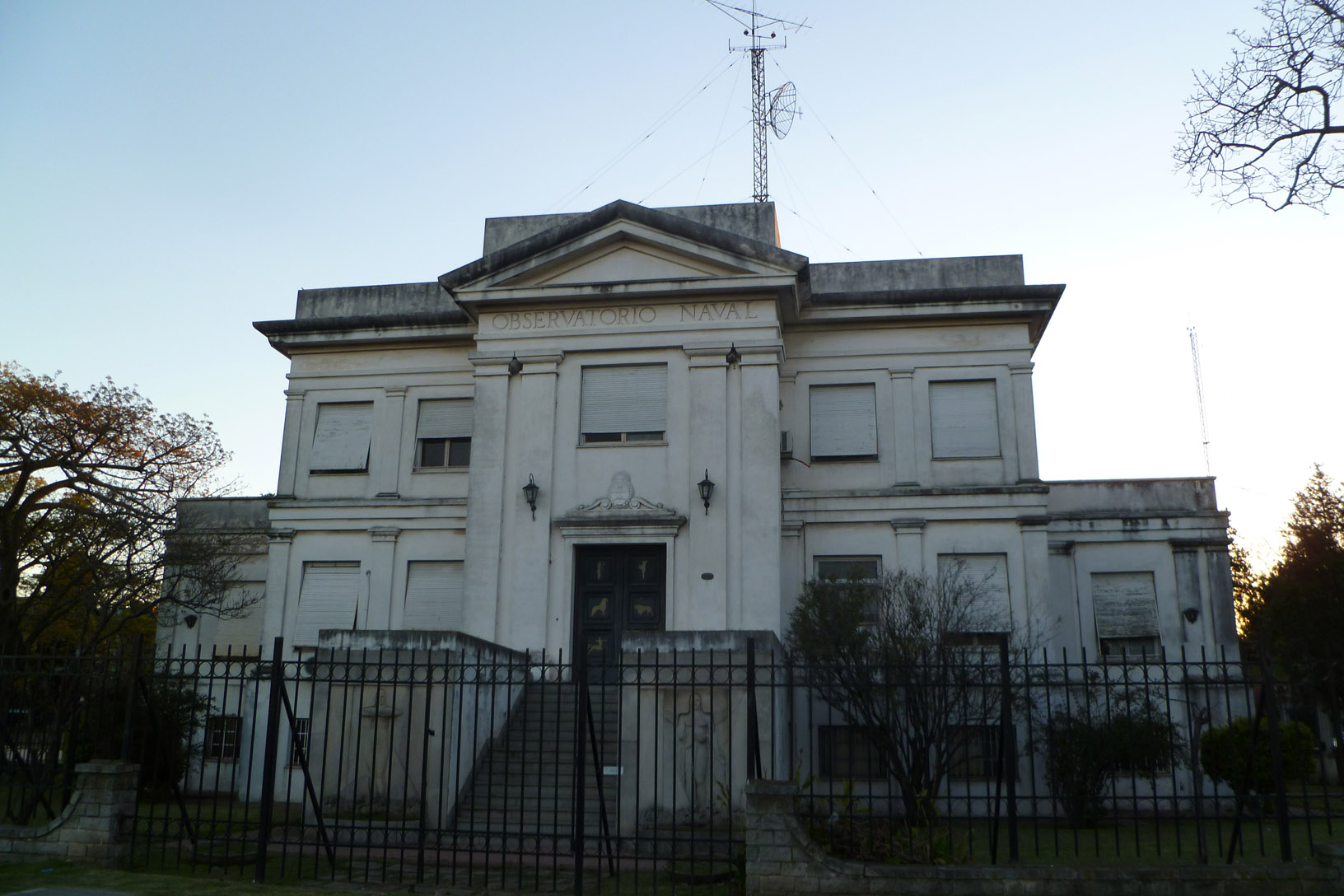
Fachada del Observatorio Naval de Buenos Aires. Establece y difunde la hora oficial argentina desde 1923 a la fecha.

En 1923, el Poder Ejecutivo decretó que el Observatorio Naval de Buenos Aires, situado en la costanera sur, sería el encargado de determinar y difundir la hora oficial. Dicha tarea de difusión, desde 1927, se realiza a través del servicio telefónico. Desde 1944, también a través de las emisoras de radio amplitud modulada y desde 1956 se emite una señal que puede ser captada por radioaficionados.
A fines de 1930 se decidió adoptar el horario de verano para lo cual la hora oficial adelantaba una hora pasando a GMT-3 (hoy UTC−3). El horario de verano es una medida que había sido adoptada por muchos países europeos durante la Primera Guerra Mundial y por España durante una crisis la económica de 1917 y al que volverían repetidamente en circunstancias similares con el objetivo de aprovechar la luz diurna que, supuestamente, acarrearía ahorro energético; en un primer momento, de carbón.
En 1935 la Unión Astronómica Internacional recomendó usar el término Tiempo Universal (UT, por sus siglas en inglés) en lugar de Hora Media de Greenwich para indicar que el día comienza a medianoche y evitar la ambigüedad con el día astronómico, que lo hace a mediodía. De todos modos, en algunos países, el término Hora Media de Greenwich persiste en el uso común hasta el día de hoy para hacer referencia al estándar internacional.

### UTC-3
A partir de la década de 1930 y en un periodo de unos 40 años, la hora oficial argentina tiene un proceso de transición en el que cambia de UTC-4 a UTC-3. Comienza con la implementación del horario de verano durante la década de 1930. Al llegar al verano 1941-42, como era la costumbre, se hace el cambio, y se adelanta a UTC-3. Pero en el otoño de 1942 no se vuelve a la hora de invierno. Argentina transita el año 1942 completo con la hora oficial fijada en UTC-3. Se inaugura así un nuevo esquema horario, que es el que se usa actualmente. 
Esta medida de mantener todo el año el horario de verano es adoptada, también en esta época, en algunos países participantes de la Segunda Guerra Mundial (1939-1945) como el Reino Unido, EE. UU., Alemania e incluso en la neutral España que, junto a Francia, Países Bajos y Bélgica, siguen aplicándolo incluso después de la guerra.
En Argentina, desde 1942 hasta el año 1969 los dos esquemas horarios se adoptan intercaladamente. El de los años 1930, con horario de verano; se usó en 1943, 1946, 1964-69. En este último periodo, el paso al horario de verano se hacía en octubre y se volvía en marzo o abril. El nuevo esquema, en el que la hora oficial ajustada a UTC-3 se sigue usando todo el año sin horarios diferenciados por estaciones, se usó en 1942, 1944-45 y entre 1947 y 1962.
El huso horario correspondiente a UTC-3 está centrado en el meridiano 45° oeste que pasa, por ejemplo, entre las ciudades brasileñas de São Paulo y Río de Janeiro y al año 2021 es usado como hora legal en Brasil y Uruguay todo el año y, en verano, en Paraguay. 

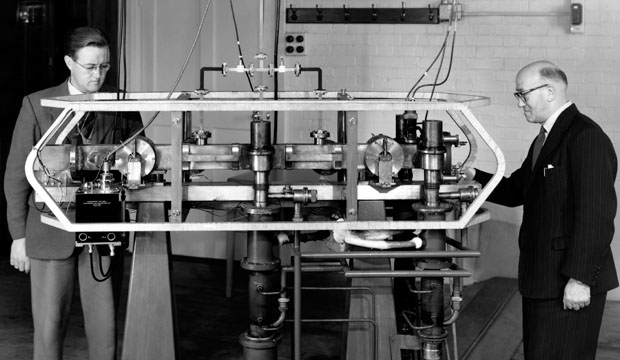
Louis Essen y Jack Parry junto al primer reloj atómico de cesio del mundo, desarrollado en el Laboratorio Nacional de Física del Reino Unido en 1955.

En 1961, la Oficina Internacional de la Hora comenzó a establecer el Tiempo Universal Coordinado (UTC) a nivel internacional. Esta oficina usa un estándar basado en relojes atómicos que brindan una medida del tiempo más estable que los movimientos planetarios. Este proceso había sido iniciado en el año anterior con la coordinación de Observatorio Naval de EE. UU., el Real Observatorio de Greenwich y el Laboratorio Nacional de Física del Reino Unido.  En 1967 la Unión Astronómica Internacional adopta formalmente el nombre de Tiempo Universal Coordinado.
En Argentina, en 1970, el Poder Ejecutivo Nacional, por Decreto Nº 1215 dispone mantener el régimen de hora adelantada argumentando un incremento de la demanda de energía eléctrica para consumo industrial. A partir del 30 de marzo se establece como hora oficial de toda la Nación la correspondiente al huso horario de tres horas al Oeste del Meridiano Internacional de Greenwich.Este nuevo esquema horario, con la hora de invierno ajustada a UTC-3, se estabiliza y se mantiene hasta la actualidad. De todos modos, en algunos periodos desde ese año, se usó el horario de verano, lo cual implicaba adelantar los relojes una hora, es decir, que en verano la hora es UTC-2. Este esquema suele llamarse doble hora de verano, porque durante el verano tiene una diferencia de 2 horas con respecto al tiempo solar y fue usado por la España Republicana durante la guerra civil española y por el Reino Unido y Alemania en la época de la Segunda Guerra Mundial. En Argentina esto se hace en 1974, de 1988 a 1992 y en 2007 a 2009 en coincidencia con crisis energéticas. 

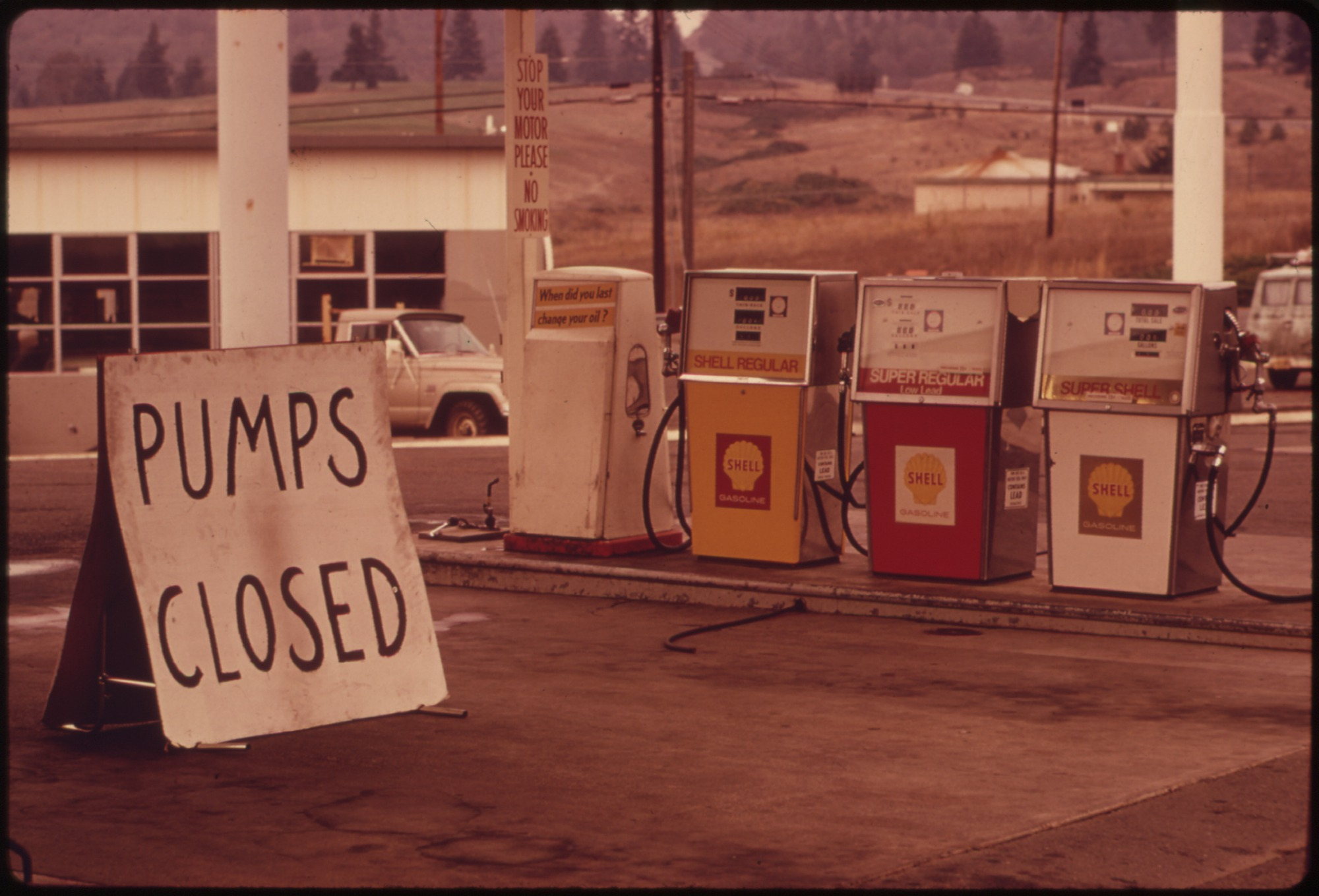
Estación de servicio en el estado de Oregon Estados Unidos en 1973 con un cartel indicando "Bombas cerradas". Escena icónica de la crisis petrolera de ese año.

#### 1974
En el año 1973 tiene lugar una grave crisis del petróleo mundial y muchos países europeos que no estaban aplicando el horario de verano, volvieron a aplicarlo. En ese contexto, el gobierno argentino, a imitación de Estados Unidos, estableció medidas de austeridad energética. Entre ellas hubo un límite máximo a la velocidad de a los vehículos y se resolvió el uso del horario de verano desde fines de enero de 1974. El país estuvo 3 meses con su hora en UTC-2. Pero la medida no volvió a aplicarse hasta 14 años después. 

#### 1988-1992
En el año 1988, durante la presidencia de Raúl Alfonsín, se vive una crisis eléctrica. La crisis se debió a una escasez de precipitaciones que redujo la generación de las centrales hídricas, la obsolescencia de las máquinas térmicas que no pudieron reemplazarlas convenientemente y un deterioro del sistema eléctrico en general. A esto se sumó un incidente en la principal planta nuclear de la época, Atucha, que obligó su salida de servicio. En este contexto, el gobierno nacional adopta diversas medidas para reducir el consumo. Una de ellas incluye la adopción del horario de verano. Se adelantaron los relojes el 1 de diciembre y se recuperó en marzo. La práctica de aplicar el horario de verano se mantuvo por varios veranos más. La hora se adelantaba en octubre y se recuperaba en marzo.
Desde 1991 la medida comienza a perder adhesión entre las diversas provincias. De cara al verano 1991-92 las provincias de Misiones, Entre Ríos, Santa Fe, Córdoba, La Pampa, San Luis, La Rioja, Tucumán y Río Negro se muestran reacias a implementar el horario de verano. De cara al verano 1992-93 la mayoría de las provincias no adhiere al cambio de hora. Solo lo hacen Buenos Aires, Jujuy, Tucumán, Catamarca, Entre Ríos, Santa Cruz y Tierra del Fuego.
La occidental provincia de Mendoza, por su parte, a fines de 1990 aprueba su ley provincial N.º 556 por la cual establece que su hora oficial de invierno debe ajustarse a UTC-4 en inverno y aplicar un horario de verano en UTC-3. Cumple este esquema en 1991 y 1992. En los veranos, empalmaba con las provincias que no adoptaban el cambio propuesto por el gobierno nacional. En abril de 1992, a través de su ley 5841, la deroga.
De cara al otoño 1993 todas las provincias están en UTC-3 y deja de aplicase el horario de verano por unos 12 años hasta el 2004.

#### 1999-2001
En septiembre de 1999 se sanciona la ley 25 155, que tenía la intención, finalmente fallida, de establecer como hora oficial UTC-4. La norma incluía un horario de verano entre octubre y marzo e invitaba a los países del Mercosur a coordinar las fechas de cambio, tal como se hace en Europa. La aplicación de la ley implicaba atrasar los relojes en marzo de 2000. Pero, a raíz de dudas sobre su impacto en el consumo de energía, ese mes el poder ejecutivo emite el decreto 186 prorrogando por un año la aplicación de la ley e instruyendo estudios para aclarar las dudas.
Al año siguiente, en marzo, se vuelve a prorrogar la aplicación de la ley para continuar los estudios, pero esta vez la prórroga es por tiempo indeterminado. En junio de 2001 aparece la noticia de que el cambio se haría en ese mes pero finalmente el cambio es desestimado.

#### 2004
En marzo de 2004 hace eclosión otra crisis energética, esta vez con epicentro en la distribución de gas natural que representa el 50% de la energía primaria del país. A diferencia de las crisis eléctricas que tienen lugar en verano, esta tuvo lugar en invierno, época de mayor consumo de gas. En este contexto, algunas provincias del oeste recuperan su demanda de tener como hora oficial UTC-4. En mayo, Mendoza aprueba sus leyes N.º 7210 y 7277, que declaran la emergencia energética en la provincia y luego establecen como hora oficial UTC-4 por el invierno de ese año, recuperando UTC-3 en septiembre. Le siguieron en esta iniciativa provincias del oeste y el sur: San Luis, Catamarca, Tucumán, La Rioja, Santa Cruz, San Juan, Chubut y Tierra del Fuego. Aunque, luego,   5 de ellas dieron marcha atrás a fines de junio.

#### 2007-2010
En diciembre de 2007 el gobierno lanza un Programa nacional de uso racional y eficiente de la energía a través del decreto 140/2007 que incluía, entre otras medidas, la implementación del horario de verano. Para esto el Congreso aprueba la ley 26 350 que es la que establece hasta hoy la hora oficial en todo el país en UTC-3 y habilita al poder ejecutivo a implementar el horario de verano en UTC-2
Para el verano de 2007-2008, el cambio horario se cumpliría entre el 30 de diciembre y el 15 de marzo y fue acatado por la mayor parte del país En diciembre, la cámara de diputados de la provincia de San Luis había aprobado su ley V - 0649 - 2008 por la cual declara su hora oficial en invierno ajustada en UTC-4 con horario de verano en UTC-3. El día 21 de enero la San Luis vuelve a UTC-3 y así Argentina vuelve a tener dos horarios diferentes.

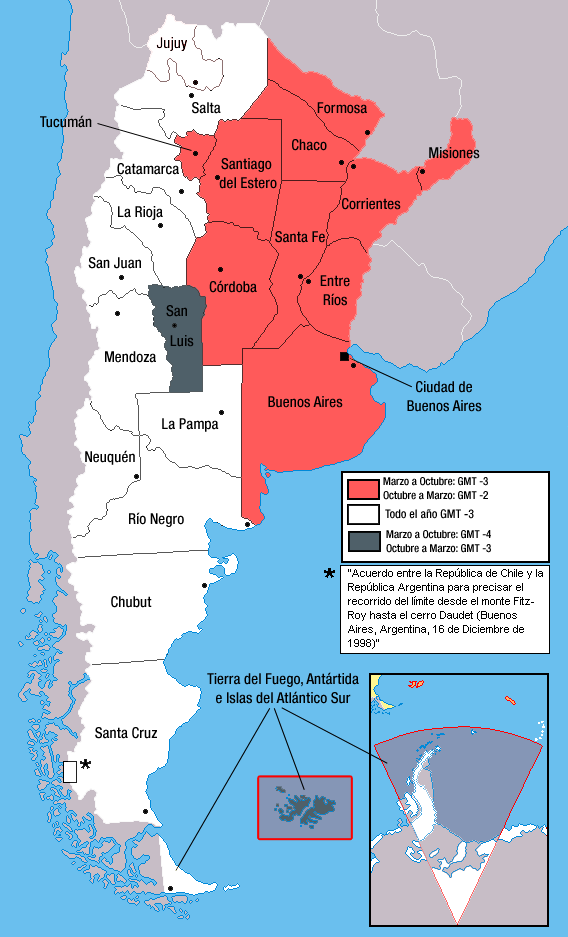
Situación de la hora oficial entre octubre de 2008 y octubre de 2009.

Para el verano de 2008-2009 el gobierno establece el periodo estival entre octubre y marzo mediante el decreto 1693 pero además, mediante el decreto 1705, quedaron exceptuadas de cumplir el cambio horario 11 provincias del oeste y el sur: Salta, Catamarca, La Rioja, San Juan, Mendoza, La Pampa, Neuquén, Río Negro, Chubut, Santa Cruz y Tierra del Fuego argumentando que, en esas provincias, el cambio horario no constituye una alternativa ventajosa para disminuir tanto la potencia máxima como el consumo de energía eléctrica. Por primera vez, el estado nacional oficializa una zonificación horaria del país.  
En la provincia de Jujuy, que no fue incluida entre las provincias exceptuadas en el decreto nacional, se unió a ellas a través de un decreto del poder ejecutivo provincial. La medida se toma con el "único objetivo" de garantizar la integración regional. Así tendría la misma hora de su provincia vecina de Salta.
En ese verano usarían UTC-2 solo los distritos más orientales: Misiones, Corrientes, Entre Ríos, provincia y ciudad de Buenos Aires, Formosa, Chaco, Santa Fe, Tucumán, Santiago del Estero y Córdoba. En el resto de provincias se mantuvo en UTC-3. El periodo estival finalizó en 15 de marzo de 2009.
En marzo de 2009, la provincia de San Luis, en cumplimiento de su ley del año 2007 atrasa su hora para ajustarse a UTC-4.
De cara al verano 2009-2010, más de 20 provincias (de este y el oeste) habían pedido no realizar el cambio de hora. Uno de los reclamos provino de las cámaras empresarias del espectáculo, turismo y gastronomía que ven reducida su actividad. Finalmente, el gobierno nacional comunicó que no se realizará el cambio de horario para ese periodo estival. Solo San Luis, que había transitado su invierno en UTC-4, adelantó sus relojes para converger con el resto del país y, para sostener la unificación nacional, no hizo ningún cambio en marzo.
Así, desde octubre de 2009, el país tiene como hora oficial UTC-3 todo el año y en todo el territorio.

### Cronología
Los siguientes diagramas muestran esquemáticamente la horas oficiales establecidas por el estado nacional a lo largo de los años desde la adopción del estándar internacional.
Los años con horario de verano, se muestran en doble color. Los límites son aproximados.

## Debate
Históricos (1931 y 1956)
Durante el primer verano que se aplica el horario adelantado, el de 1930-31, aparece un artículo comentando la medida. El astrónomo Bernhard H. Dawson apoyó en general la medida admitiendo que la vida urbana se guía más por el reloj que por el Sol y considera conveniente que la hora esté un poco adelantada y no atrasada. Pero propone que esta se restrinja a sólo 4 meses y enumera los inconvenientes de tener demasiado tiempo la hora en UTC-3. Menciona el clima de grandes áreas del norte y centro del país que constituyen una diferencia con los países de Europa que servían de referencia. Señala que, si el periodo estival se extiende del 1 de septiembre al 31 de marzo, estaría amaneciendo cerca de las 8:00 en Mendoza y a las 8:00 a fin de mes en Bariloche y que esto «no ha de resultar agradable». Tampoco que la hora de mayor temperatura sea a las 16 horas en Tucumán. Descarta la aplicación de dos zonas horarias y de adelantar sólo media hora. El horario de verano se aplica todos los años desde el verano de 1930-31 al de 1940-41, generalmente desde el 1 de noviembre hasta el 1 de marzo.
De cara al otoño de 1956, después de los primeros 9 inviernos consecutivos que el país transitó con la hora adelantada, el astrónomo Enrique Chaudet, ex-empleado del Observatorio de Córdoba publica en el periódico Comercio y Justicia un artículo donde pide el restablecimiento del horario normal en invierno. Sin tecnicismos, tacha al decreto que fija la hora de insensato y a sus razones, inadmisibles, y reclama al gobierno que el horario adelantado sea anulado o al menos «reducido a unos pocos meses en lo más fuerte del verano».
Propuestas y opiniones académicas
En 2004 Andrés Barsky de la Universidad Nacional de General Sarmiento, propuso una regionalizacion horaria del país dividido por el meridiano 68° 5' O que separa una zona oeste y una zona este. La zona Oeste resultaría integrada por las provincias de San Juan, Mendoza y Neuquén y la parte occidental de Río Negro, Chubut y Santa Cruz. Y la zona Este por las restantes provincias, incluyendo la mitad costera de la Patagonia y Tierra del Fuego. Afirmaba que dividir a algunas provincias patagónicas en dos zonas horarias no debería acarrear problemas dada la escasa densidad de población de la zona central. Propuso para zona oeste la hora UTC-4 con horario de verano (igual que Chile) y para la oriental, UTC-3 también con horario de verano, ya que entendía que era una manera de hacer frente a la crisis energética.
Elisa Felicitas Arias, directora del Observatorio Naval, creía que la extensión en longitud de Argentina es lo suficientemente estrecha como para tener una sola hora, y no justificaba la adopción de dos horas diferentes ya que serían más los inconvenientes que las ventajas. Señaló que países que ocupan sólo dos husos consecutivos tiene una sola hora. Los que tienen varias horas son los que abarcan tres o más husos, por lo que opinaba que la hora oficial debía ser UTC-4. Consideraba justificable el uso del horario de verano, ya que permite que se aproveche más de la vida al aire libre en el atardecer. Evaluó en qué momentos del año, de la semana y del día deben hacerse los cambios,sugiriendo el tercer domingo de octubre y el primer domingo de abril del año siguiente, y que debían preverse con mucha anticipación.
Andrea Pattini advirtió que la adopción del cambio de hora de verano era una medida incompleta por sí misma para producir un ahorro de energía eléctrica, ya que además de cambiar la hora, debíamos usar la luz natural para iluminar y apagar las luces eléctricas cuando no sean necesarias, refuncionalizar aquellos edificios que no la aprovechaban adecuadamente, y comenzar a construir espacios que sean concebidos desde su diseño para el aprovechamiento eficiente de la luz natural diurna. Otras variables a tener en cuenta a la hora de evaluar el cambio de hora eran los hábitos y costumbres de los usuarios, la disponibilidad de acondicionamiento térmico en los edificios y la rigurosidad climática de la región, ya que el adelantamiento de la hora en primavera implicaba temperaturas más bajas al inicio de las tareas matutinas. Dijo que los momentos del año para hacer los cambios tenían que evaluarse localmente y que, para Mendoza, los cambios debían hacerse a fines de abril y fines de septiembre.
Esteban Rodofili, luego de un análisis de evidencia en materia de ahorro energético y efectos en el sueño, el desempeño académico-productivo y la salud, realiza una propuesta de nuevo huso horario para Argentina. Advierte que los patrones de consumo energético y la preponderancia de la iluminación residencial en el total hoy en día son distintos de aquellos del período en el que el horario adelantado se empezó a utilizar y concluye que el huso horario adelantado puede redundar en un mayor consumo energético. Hace énfasis en los efectos del huso horario en el sueño, el desempeño académico-productivo y la salud. Y afirma que, el horario adelantado respecto de la hora solar produce una diferencia entre la hora biológica (que se rige por la hora solar y por el reloj biológico endógeno) y la hora oficial, conocido como jet lag social, que conlleva múltiples consecuencias negativas. Finalmente concluye que es preciso aplicar, durante todo el año, el huso UTC-4. Por otro lado, recomienda evaluar en un futuro la conveniencia de aplicar, en las provincias occidentales, un segundo huso horario que puede ser el UTC-5 o el UTC-4:30.
Estudios
Arias, Carlos Francisco Arias. (abril de 2008)
Año 2017. Andrea Pattini y Juan Manuel Monteoliva estudiaron el efecto de la hora oficial en la posibldiad y facilidad de uso de la luz natural en las aulas escolares de Mendoza. Para ello, realizaron una simulación que permite predecir, entre otros parámetros, el consumo eléctrico de la iluminación artificial complementaria. Evaluados los escenarios UTC-3 y UTC-4, obtuvieron un consumo mayor en el escenario UTC-3 con una diferencia de 230 kWh.
En 2014, Rabassa y Sitler concluyeron que el adelantamiento del huso horario en Argentina no produjo un ahorro de electricidad ni una reducción del pico de consumo. Estudiaron gráficos del consumo de electricidad desde 2006 hasta 2009 en provincias que aplicaron el cambio. Observaron que el adelantamiento de la hora generó un aumento de consumo entre las 6:00 y las 8:00, ya que amaneció más tarde; y una disminución del consumo entre las 20:00 y las 22:00, ya que anocheció también más tarde. Este era el comportamiento esperado de la medida. Pero también se observó un aumento de la demanda después de las 22:00, que se explica porque la gente en la Argentina no está acostumbrada a cenar antes de la puesta del sol, espera hasta más tarde para hacerlo. Eso, a su vez, produce un retraso de cualquier actividad que se realice después de cenar. Así es que, del balance entre disminución en una franja horaria y el aumento de las otras, no se produjo una reducción global del consumo, y de hecho pudo haber aumentado si bien la magnitud del aumento fue baja y no siempre significativa. La medida también esperaba que disminuyeran los picos de consumo, que suelen ser los responsables de las mayores pérdidas económicas, y que se dan generalmente más una hora después de la puesta de sol. En el estudio no se observó una reducción de los picos de consumo, sino que éstos se retrasaron unos 40 minutos. También mencionaron que en los días de mucho calor, el pico puede ocurrir temprano a la tarde y que en este caso, el cambio del huso horario no afecta a la demanda pico. Presentaron diferentes estudios de caso realizados en diversos países, en los cuales no se observó ningún potencial de ahorro energético al cambiar la hora: Kellogg y Wolff (2008) en Australia en ocasión de los Juegos Olímpicos de Sídney 2000; Kotchen y Grant (2011) consumo domiciliario en el estado de Indiana, Estados Unidos.
2016-2018. Margulis y Hancevic indicaron que la utilización del huso horario de verano produjo dos resultados contrapuestos: un aumento de la demanda global y una reducción de la demanda máxima. El aumento de la demanda eléctrica fue del orden de 0,5%. Este aumento se produjo por la combinación de un incremento del consumo durante la mañana (6 hs a 7 hs), una leve disminución entre las 11 hs y las 13 hs y una caída entre las 18 hs y 22hs, lo cual además colaboró con la disminución del pico nocturno entre un 2,4% y un 2,9%. Generó costos de generación extra que se estiman en 10.9 y 18 millones USD. Advertían que para evaluar la política deberían estudiarse también otros parámetros como la cantidad de víctimas de accidentes de tránsito, la restauración insuficiente del balance físico y psíquico a través del sueño o el aumento de la criminalidad, entre otros. Usaron la técnica llamada diferencia de diferencia.
En mayo de 2017 se publicó "Análisis de cambio de huso horario en Argentina" elaborado por la Subsecretaría de Escenarios y Evaluación de Proyectos de la Secretaría de Planeamiento Energético Estratégico del Ministerio de Energía y Minería de la Nación. El estudio no encontró motivos para modificar el huso horario vigente a la fecha (UTC-3 sin horario de verano). Realizó un análisis similar al de Rabassa y Sitler con conclusiones similares. Menciona el estudio de Margulis y Hancevic pero, además de los años 2007-2009, incorporó al análisis la demanda de 2016. Gracias a esto, observó que, actualmente, el pico diario de verano en Argentina se corrió a las 15-16 horas como consecuencia de la incorporación masiva de equipos de refrigeración, y que las modificaciones en el huso horario no afectaban este pico diario. Con respecto a volver a UTC-4 en invierno, dice que tampoco parecía una buena opción puesto que, en Buenos Aires, oscurecería alrededor de las 17 hs (durante plena hora de actividad), lo cual generaría un incremento de nivel sobre las curvas de carga al anochecer, produciéndose una mayor demanda de energía, la cual no es compensada por el ahorro matutino.
Proyectos de ley
Año 2008. Cinco diputados de Misiones (Leverberg et al) propusieron el uso de UTC-3 y un horario de verano en función de una zonificación horaria del país. Proponen dividir el país aproximadamente por los meridianos 62° y 63° en dos zonas horarias: una Zona del este u oriental (integrada por las provincias del NEA, Mesopotamia, más Buenos Aires y Santa Fe) con horario de verano en UTC-2; y la Zona del oeste u occidental: el resto del país con UTC-3. En su fundamentación opinaban que a las provincias del Oeste les incomodaba el horario ajustado a UTC-2, y que el país podía funcionar sin perder operatividad con dos horas diferentes. Además creían que el horario de verano en la zona este produciría un ahorro de energía y que, como en la zona este se concentra el 70% de la población, ese ahorro era aceptable.
También en 2008, el Concejo municipal de Bariloche aprobó un proyecto con el objetivo de informar al gobierno provincial los problemas que genera el horario de verano 2008 (UTC-2). Incluía las conclusiones de un informe de la Cooperativa eléctrica de la ciudad, que indicaba que en enero de 2008 hubo una reducción en la demanda máxima, y que fue de 5,6% y también del consumo total situado en 2,4%. Como conclusión solicitaba transitar el verano en UTC-3.
Año 2009. El senador Carlos A. Rossi propuso la utilización de UTC-4 con horario de verano. Citaba a Dawson y a Paolantonio.
Año 2019. Las diputadas Soria (Río Negro), y Guerin (Buenos Aires) sugirieron que la Argentina adoptara el UTC-4 con horario de verano. Exhibieron como desventajas las altísimas temperaturas a la media tarde (a las 17 h el sol tiene la altura sobre el horizonte que corresponde aproximadamente a las 14 h del meridiano local), y que la luz solar se prolongara hasta muy entrada la noche y que amanezca muy tarde. Opinaban que no se justificaba establecer dos zonas horarias. Mencionaron casos de Trastorno Afectivo Estacional en invierno. Con respecto al ahorro energético, citaron un informe de la Secretaría de Energía de México, según el cual el horario de verano generó un ahorro de energía eléctrica considerable. En su fundamentación hicieron mención a Elisa Arias, quien adhirió al proyecto,  y al matemático italiano Stefano Maggiolo.
Año 2022. El diputado por Mendoza y exvicepresidente de la nación, Julio Cobos, presenta su proyecto para En los fundamentos cita el informe de Andrea Pattini y el proyecto del diputado provincial de Mendoza Jorge Andrés Difonso. Incluye en sus argumentos la cuestión energética y el desempeño escolar y beneficios a la salud.

## Territorios reclamados
El estado argentino considera parte de su territorio a las islas Malvinas, las Antillas Australes y un sector de la Antártida incluyéndolos dentro de la Provincia de Tierra del Fuego, Antártida e Islas del Atlántico Sur. Pero el ejercicio de esta soberanía se encuentra impedido de facto sobre dichas islas y limitada por el Tratado Antártico al sur del paralelo 60°.

### Antártida Argentina
Los husos horarios de 15º de ancho en que se dividen el resto de los continentes, en la Antártida, se simplifican y se agrupan, basándose en la zona horaria de los territorios no antárticos cercanos y en las reivindicaciones territoriales. Con estos criterios, el continente resulta dividido en unas 10 zonas horarias. Una extensa zona entre los meridianos 74°O y 25°O ajusta su hora a UTC-3, tal como lo hacen el resto del territorio argentino, la Región de Magallanes y Antártida Chilena en Chile (desde 2017) y las islas Malvinas. Esta es la hora en todas las bases antárticas argentinas y en otras bases ubicada en el sector, como la base Rothera (Reino Unido) y la Palmer (Estados Unidos). Aunque es usual que los vuelos a otros continentes, se anuncien en la hora UTC u hora Zulú.

### Islas Malvinas y Antillas Australes
Las Islas Malvinas, Georgias y Sandwich del Sur son actualmente administradas por el Reino Unido como Territorios británicos de ultramar. Ninguna ley argentina es efectiva en esos territorios, incluyendo la hora legal. 
El archipiélago de las islas Malvinas, ubicado entre los meridianos 57° y 62°, geográficamente queda incluido en el huso horario correspondiente a UTC-4. En un proceso similar al de Argentina, actualmente la hora legal todo el año en estas islas es la antigua hora de verano, es decir UTC-3, al menos en la capital Puerto Argentino/Stanley y su entorno.
La mayor parte del área correspondiente a las islas Georgias del Sur y Sandwich del Sur está ubicada entre los meridianos 26° y 39°, y queda incluida en el huso horario correspondiente a UTC-2 que tiene como centro el meridiano 30°. Por lo que se adopta UTC-2 para toda el área.
Las islas Malvinas, así como las Antillas Australes, conforman el Departamento Islas del Atlántico Sur, por lo que, al igual que el Departamento Antártida Argentina, les corresponde (de iure) el UTC-3.